# Acacia camptoclada
Acacia camptoclada é uma espécie de leguminosa do gênero Acacia, pertencente à família Fabaceae.